# Яр, Джон (кёрлингист)
Джон (Джонни) Яр мл. мл. (нем. John "Johnny" Jahr jr. jr; род. 10 апреля 1965, Гамбург) — немецкий предприниматель и кёрлингист.
В составе мужской сборной Германии вице-чемпион мира 1987 года, чемпион Европы 1985 года, участник зимних Олимпийских игр 2014 года (заняли десятое место). Ради участия в Играх возобновил карьеру игрока, которую первый раз завершил в 2000 году.
Джон — потомственный предприниматель: его дед Джон Яр старший основал ныне один из самых крупных издательских домов Европы Gruner + Jahr, а его отец Джон Яр младший, помимо прочей предпринимательской деятельности, был членом правления издательства и его акционером. Сам Джон Яр младший младший — основной акционер двух казино, акционер фамильного издательства, а также владелец основанной его отцом кёрлинговой команды «Гамбург», за которую он и выступает как игрок.
В «классическом» кёрлинге (команда из четырёх человек одного пола) играет в основном на позициях третьего и четвёртого. Скип команды.

## Достижения
- Чемпионат мира по кёрлингу среди мужчин: серебро (1987).
- Чемпионат Европы по кёрлингу: золото (1985).
- Квалификация на Олимпийские игры: золото в 2013 году в Фюссене (Германия).[4]
- Чемпионат Германии по кёрлингу среди мужчин: золото (1996, 2013, 2014), бронза (1999).

## Команды
| Сезон   | Четвёртый           | Третий          | Второй                | Первый                | Запасной                                   | Турниры                                                  |
| ------- | ------------------- | --------------- | --------------------- | --------------------- | ------------------------------------------ | -------------------------------------------------------- |
| 1983—84 | Джонни Яр           | Philip Seitz    | Carsten Schwartz      | Дирк Хорнунг          |                                            | ЧМЮ 1984 (7 место)                                       |
| 1985—86 | Родгер Густаф Шмидт | Вольфганг Бурба | Джонни Яр             | Ханс-Йоахим Бурба     |                                            | ЧЕ 1985                                                  |
| 1986—87 | Родгер Густаф Шмидт | Вольфганг Бурба | Джонни Яр             | Ханс-Йоахим Бурба     |                                            | ЧМ 1987                                                  |
| 1990—91 | Родгер Густаф Шмидт | Philip Seitz    | Джонни Яр             | Андреас Фельденкирхен | Дирк Хорнунг, Joackim Fendske              | ЧЕ 1990 (10 место)                                       |
| 1995—96 | Джонни Яр           | Свен Гольдеман  | Андреас Фельденкирхен | Тилль Томсен          | Дирк Хорнунг                               | ЧМ 1996 (9 место)                                        |
| 2011—12 | Феликс Шульце       | Джон Яр         | Кристофер Барч        | Свен Гольдеман        | Петер Рикмерс                              | ЧЕ 2011 (7 место)                                        |
| 2011—12 | Феликс Шульце       | Джон Яр         | Петер Рикмерс         | Свен Гольдеман        | Кристоф Даазе тренер: Мартин Байзер        | ЧМ 2012 (11 место)                                       |
| 2012—13 | Феликс Шульце       | Джон Яр         | Петер Рикмерс         | Свен Гольдеман        |                                            | ЧГМ 2013                                                 |
| 2013—14 | Феликс Шульце       | Джон Яр         | Кристофер Барч        | Свен Гольдеман        |                                            | ЧГМ 2014                                                 |
| 2013—14 | Феликс Шульце       | Джон Яр         | Кристофер Барч        | Свен Гольдеман        | Петер Рикмерс тренер: Мартин Байзер        | ЧЕ 2013 (11 место) ЗОИ 2014 (10 место) ЧМ 2014 (8 место) |
| 2017—18 | Джонни Яр           | Вольфганг Бурба | Joachim Burba         | Christoph Moeckel     | Matthias Steiner тренер: Alexander Forsyth | ЧМВ 2018 (9 место)                                       |

(скипы выделены полужирным шрифтом)